# Liga Nordeste de Futsal
A Liga Nordeste de Futsal é o campeonato brasileiro da modalidade de futsal da Região Nordeste. Foi criada em 2005 pela Confederação Brasileira de Futsal com o propósito de profissionalizar o calendário e substituir a Copa do Nordeste de Futsal, das equipes da região do país. Para participar do campeonato, é preciso classificar-se via estadual. O campeão de cada edição além de receber uma premiação em dinheiro e um troféu, ganhava o direito de representar a região na Superliga de Futsal, a partir da edição de 2017 o campeão ganha vaga na Copa do Brasil de Futsal.
Considerado um dos campeonatos regionais mais importantes do país, o Nordestão foi uma competição intermitente no calendário do futsal brasileiro em seus primeiros anos. Organizada sob a alcunha de Copa Nordeste.
Das 14 edições realizadas, houve onze clubes campeões. O Horizonte Futsal é o maior vencedor do Nordestão, com quatro títulos, seguido do  Real Moitense com duas conquistas, do Fortaleza, ABC de Natal, Tigre, Afagu/Russas, Granja, Lagarto, Grêmio Pague Menos, Brejo do Cruz e Ceará com 1 conquista cada.
Dos nove estados nordestinos apenas cinco tiveram pelo menos um clube campeão. O estado com maior número de títulos é Ceará com nove títulos e 6 clubes campeões, seguido de Sergipe com três títulos e 2 clubes campeões, Pernambuco, Paraíba e Rio Grande do Norte tem um título cada.
Apenas seis estados já sediaram a competição desde 2005 (2006 não houve sede fixa), O estado de Sergipe sediou 6 vezes a competição, Bahia e Ceará e Paraíba sediaram 2 vezes, Alagoas, Rio Grande do Norte, Pernambuco e Piauí sediaram uma vez cada. A partir da edição de 2005, o campeão passava a garantir uma vaga na Superliga de Futsal, com a reformulação do calendário do futsal brasileiro desde a temporada de 2017 o campeão tem direito de jogar a Copa do Brasil de Futsal.
Visão: Valorizar a Liga Nordeste de Futsal (LNeF), tornando-se referência de sucesso no esporte. Missão: Ser excelência na organização e administração inovadora da Liga Nordeste de Futsal (LNF) de forma integral, sempre pautada pelo Profissionalismo e Transparência.

## Vagas por federação
| Vagas | Federação | Classificação                                     |
| ----- | --------- | ------------------------------------------------- |
| 1     | LNFS      | Sede da competição                                |
| 1     | FAFS      | 1º colocados do Campeonato Alagoano de Futsal     |
| 1     | FBFS      | 1º colocados do Campeonato Baiano de Futsal       |
| 1     | FCFS      | 1º colocados do Campeonato Cearense de Futsal     |
| 1     | FNFS      | 1º colocados do Campeonato Potiguar de Futsal     |
| 1     | FMFS      | 1º colocados do Campeonato Maranhense de Futsal   |
| 1     | FSFS      | 1º colocados do Campeonato Sergipano de Futsal    |
| 1     | FPFS      | 1º colocados do Campeonato Paraibano de Futsal    |
| 1     | FPFS      | 1º colocados do Campeonato Pernambucano de Futsal |
| 1     | FPFS      | 1º colocados do Campeonato Piauiense de Futsal    |

## Edições
| Ano           | Sede                             |                       | Final                      | Final            | Final            |              | Decisão 3º lugar | Decisão 3º lugar | Decisão 3º lugar |
| Ano           | Sede                             | Vencedor              | Placar                     | Vice             | 3º lugar         | Placar       | 4º lugar         |                  |                  |
| 2005 Detalhes | Fortaleza                        | Real Moitense         | ?                          | ABC              | Ceará            | Por Pontos   | Sport            |                  |                  |
| 2006 Detalhes | Sem Sede Fixa                    | Afagu/Russas          | 2 – 1                      | ABC              | Universo         | Por Pontos   | Unit Futsal      |                  |                  |
| 2007 Detalhes | Natal                            | Granja                | ?                          | ABC              | Itabaiana Futsal | Por Pontos   | Afagu/Russas     |                  |                  |
| 2008 Detalhes | Moita Bonita                     | Horizonte Futsal      | 3 – 2                      | Itabaiana Futsal | Real Moitense    | Por Pontos   | Crateús          |                  |                  |
| 2009 Detalhes | Moita Bonita                     | Fortaleza             | Quadrangular               | ABC              | Real Moitense    | Quadrangular | Internacional-SE |                  |                  |
| 2010 Detalhes | Moita Bonita                     | ABC                   | 6 – 1                      | Real Moitense    | Fortaleza        | Por Pontos   | Horizonte Futsal |                  |                  |
| 2011 Detalhes | Paulo Afonso                     | Horizonte Futsal      | 5 – 2                      | Real Moitense    | Cruzeiro-RN      | Por Pontos   | Paulo Afonso     |                  |                  |
| 2012 Detalhes | Lagarto                          | Lagarto               | 1 – 0                      | Alto Santo       | Tigre            | Por Pontos   | Alecrim          |                  |                  |
| 2013 Detalhes | Moita Bonita                     | Tigre                 | 5 – 3                      | Vento em Popa    | Real Moitense    | Por Pontos   | Balsas           |                  |                  |
| 2014 Detalhes | Luís Eduardo Magalhães           | Horizonte Futsal      | 4 – 3                      | Real Moitense    | Central          | Por Pontos   | Vento em Popa    |                  |                  |
| 2015 Detalhes | Moita Bonita                     | Real Moitense         | 5 – 3 (Prorrogação)        | Glória Futsal    | Balsas           | Por Pontos   | Vento em Popa    |                  |                  |
| 2016 Detalhes | Maceió                           | GR Pague Menos        | 6 – 4                      | Balsas           | Real Moitense    | Pontos       | Ácrata           |                  |                  |
| 2017 Detalhes | Lagarto Campina Grande Horizonte | Horizonte Futsal      | 2 – 0 1 – 0                | Brejo do Cruz    | AE Caruaru       | Pontos       | Krac-PI          |                  |                  |
| 2018 Detalhes | Brejo do Cruz Caruaru            | Brejo do Cruz         | 2 – 5 4 – 1 Pênaltis 3 – 1 | Tamandaré Futsal | Horizonte Futsal | Pontos       | São Francisco    |                  |                  |
| 2019 Detalhes | Teresina                         | Ceará                 | 3 – 2                      | JES Ladim        | Garapa           | Pontos       | Eusébio          |                  |                  |
| 2020          | --                               | --                    | --                         | --               | --               | --           | --               |                  |                  |
| 2021 Detalhes | Recife                           | ASEC Caruaru          | 3 – 2                      | Sampaio Araioses | ATLEF            | Pontos       | Campo Largo      |                  |                  |
| 2022 Detalhes | Fortaleza                        | Jijoca Futsal         | 1 -- 0                     | Ceará            | Lagarto Futsal   | Pontos       | AABB Mesa14      |                  |                  |
| 2023          | Simão Dias                       | São João do Jaguaribe | 2 - 1                      | AABB Mesa        | Ribeiropólis     | Pontos       | Ceará Futsal     |                  |                  |

 Campeão Invicto

## Títulos

### Títulos por clube
| Clube                 | Títulos                     |
| --------------------- | --------------------------- |
| Horizonte Futsal      | 4 (2008, 2011, 2014 e 2017) |
| Real Moitense         | 2 (2005 e 2015)             |
| Fortaleza             | 2 (2009) e (2024)           |
| São João do Jaguaribe | 1 (2023)                    |
| Jijoca Futsal         | 1 (2022)                    |
| ASEC Caruaru          | 1 (2021)                    |
| Ceará                 | 1 (2019)                    |
| Brejo do Cruz         | 1 (2018)                    |
| GR Pague Menos        | 1 (2016)                    |
| Tigre                 | 1 (2013)                    |
| Lagarto               | 1 (2012)                    |
| ABC                   | 1 (2010)                    |
| Granja                | 1 (2007)                    |
| Afagu/Russas          | 1 (2006)                    |

### Títulos por federação
| Clube               | Títulos |
| ------------------- | ------- |
| Ceará               | 11      |
| Sergipe             | 3       |
| Pernambuco          | 2       |
| Rio Grande do Norte | 1       |
| Paraíba             | 1       |

### Sedes por federação
| Estado              | Sede |
| ------------------- | ---- |
| Sergipe             | 7    |
| Pernambuco          | 2    |
| Bahia               | 2    |
| Ceará               | 3    |
| Paraíba             | 2    |
| Alagoas             | 1    |
| Rio Grande do Norte | 1    |
| Piauí               | 1    |

## Classificação geral
A tabela abaixo apresenta os dados de 2013 a 2015.
| Pos | Times               | Pts | J  | V  | E | D | GP | GC | SG  | P |
| --- | ------------------- | --- | -- | -- | - | - | -- | -- | --- | - |
| 1   | Real Moitense       | 37  | 17 | 12 | 1 | 4 | 64 | 40 | 24  | 9 |
| 2   | Vento em Popa       | 19  | 12 | 6  | 1 | 5 | 33 | 33 | 0   | 3 |
| 3   | Central             | 12  | 7  | 4  | 0 | 3 | 25 | 24 | 1   | 2 |
| 4   | Glória Futsal       | 10  | 5  | 3  | 1 | 1 | 25 | 13 | 12  | 1 |
| 5   | Horizonte           | 10  | 4  | 3  | 1 | 0 | 16 | 5  | 11  | 4 |
| 6   | Balsas              | 10  | 7  | 3  | 1 | 3 | 22 | 22 | 0   | 2 |
| 7   | Tigre               | 9   | 4  | 3  | 0 | 1 | 13 | 10 | 3   | 2 |
| 8   | Parma               | 9   | 7  | 3  | 0 | 4 | 19 | 18 | 1   | 2 |
| 9   | Ácrata              | 9   | 5  | 3  | 0 | 2 | 11 | 13 | -2  | 1 |
| 10  | Náutico             | 6   | 4  | 2  | 0 | 2 | 10 | 8  | 2   | 1 |
| 11  | Criciúma Futsal     | 3   | 3  | 1  | 0 | 2 | 4  | 6  | -2  | 1 |
| 12  | Cajuína             | 1   | 2  | 0  | 1 | 1 | 3  | 4  | -1  | 1 |
| 13  | Nossa Sra do Amparo | 1   | 3  | 0  | 1 | 2 | 7  | 15 | -8  | 1 |
| 14  | Acrata              | 1   | 3  | 0  | 1 | 2 | 5  | 15 | -10 | 1 |
| 15  | Alto Rodrigues      | 0   | 3  | 0  | 0 | 3 | 8  | 14 | -6  | 1 |
| 16  | Karmelia Futsal     | 0   | 4  | 0  | 0 | 4 | 8  | 14 | -6  | 1 |
| 17  | Ipiranga            | 0   | 2  | 0  | 0 | 2 | 3  | 10 | -7  | 1 |
| 18  | Aquiraz             | 0   | 3  | 0  | 0 | 3 | 4  | 12 | -8  | 1 |
| 19  | COPM/Edgard Santos  | 0   | 5  | 0  | 0 | 5 | 3  | 39 | -36 | 2 |